# Rafael Eleuterio Rey
Rafael Eleuterio Rey (* 18. April 1933 in Maipú, Departamento Maipú; † 20. August 2024 in Mendoza) war ein argentinischer Geistlicher und Bischof von Zárate-Campana.

## Leben
Rafael Eleuterio Rey empfing am 20. Dezember 1958 die Priesterweihe für das Erzbistum Mendoza.
Papst Johannes Paul II. ernannte ihn am 30. April 1983 zum Weihbischof in Mendoza und Titularbischof von Hilta. Der Erzbischof von Mendoza, Cándido Genaro Rubiolo, spendete ihm am 3. Juli desselben Jahres die Bischofsweihe; Mitkonsekratoren waren Carlos González Cruchaga, Bischof von Talca, und León Kruk, Bischof von San Rafael. 
Am 18. Dezember 1991 wurde er zum Bischof von Zárate-Campana ernannt und am 21. März des nächsten Jahres in das Amt eingeführt. Von seinem Amt trat er am 3. Februar 2006 zurück.
Er starb im Alter von 91 Jahren in Mendoza.